# Andreia Correia
Andreia Rodrigues Correia nasceu em Sintra, Portugal, no dia 27 de março de 1998. Desde muito jovem, ela demonstrou uma grande paixão pelo mundo da moda e da beleza. Com um espírito resiliente e uma determinação inabalável, Andreia sempre sonhou em alcançar grandes voos e representar seu país nos palcos internacionais.
A sua jornada rumo ao estrelato começou com uma vitória significativa no concurso Miss Portugal UK 2019, onde ela se destacou pela sua presença marcante e pela forma autêntica com que representou a cultura portuguesa. Essa conquista abriu portas para novas oportunidades, e Andreia não hesitou em aproveitá-las. No ano seguinte, ela alcançou outro marco importante em sua carreira ao vencer o título de Miss Aura Internacional 2020, provando mais uma vez seu talento e dedicação.
No entanto, o verdadeiro reconhecimento veio em 2024, quando Andreia foi coroada Miss Universo Portugal. Este título não apenas simbolizou o ápice de sua carreira como modelo e rainha da beleza, mas também refletiu o seu trabalho árduo e o compromisso com seus valores. Andreia sempre acreditou que a beleza vai além da aparência física e que é uma plataforma para inspirar e empoderar outras pessoas.
Com sua vitória, Andreia vai ter a honra de representar Portugal no prestigiado concurso Miss Universo 2024, no México. 
.

## Concurso de beleza

### Miss Queen Portugal 2019
Correia foi eleita Miss Portugal UK 2019 no evento realizado em Londres para selecionar a representante da Comunidade Portuguesa do Reino Unido, para o concurso Miss Queen Portugal 2019, no dia 30 de novembro de 2019. No final do evento, Correia foi eleita Miss Portugal UK 2019, Miss Aura Portugal 2020 e Miss Intercontinental Portugal 2021.

### Miss Aura Internacional 2021
Depois de participar no concurso Miss Queen Portugal 2019, Correia foi selecionada pela Organização CNB Portugal para participar no concurso Miss Aura International 2020 em Antalya, Turquia, no dia 25 de setembro de 2020. No final do evento, Correia conquistou o título e foi sucedida por Kristýna Malířová da Chéquia.

### Miss Intercontinental 2021
Correia foi indicada pela franquia nacional para competir no Miss Intercontinental 2021 em Xarm el-Xeikh, Egipto, no dia 29 de outubro de 2021, onde não ficou no Top 20.

### Miss Charm 2023
No dia 16 de fevereiro de 2023, Correia também representou Portugal na 1ª edição do concurso Miss Charm, em Cidade de Ho Chi Minh, Vietnã, onde não ficou no Top 20.

### Miss Universo 2024
No dia 15 de junho de 2024, Correia integrou o concurso Miss Universo Portugal 2024 no prestigiado Centro Cultural de Belém, em Lisboa, onde conquistou o título e foi sucedida por Marina Machete. Como representante oficial de seu país no concurso Miss Universo 2024, realizado no México.